# IC 2334
IC 2334 ist ein Stern im Sternbild Krebs auf der Ekliptik, die der Astronom Max Wolf am 13. Februar 1901 fälschlich als IC-Objekt beschrieb.